# Complètement cramé ! (roman)
 (avril 2024).
Pour les articles homonymes, voir Gilles Legardinier.
Complétement cramé est un roman relevant du registre feel-good, de l'écrivain Gilles Legardinier. Il a été publié en France en 2012, suivant la lignée de son grand succès Demain j'arrête, paru en 2011.

## Historique de la publication
En 2011 paraît un de ses plus grands succès Demain j'arrête. Le 18 octobre 2012 est publié Complétement cramé ! aux édition Fleuve Noir, et traduit dans une douzaine de langues différentes, dont le polonais, le Chinois et le russe.
Le roman évoque, avec humour, le temps qui passe, et s'inspire d'une anecdote de son enfance. L'auteur voulait, à travers son livre, amoindrir le poids que les regrets pouvaient prendre dans une vie.

## Résumé
Andrew Blake est un sexagénaire, veuf, chef d'une entreprise de boîtes métalliques. Alors que seul, il ne trouve plus de sens à sa vie, et la pensant d'ailleurs derrière lui, il décide de léguer la direction de son entreprise à son assistante pour partir en France. La France est un pays qui lui tient à cœur. Effectivement, ayant rencontré sa femme là-bas, y résident tous les souvenirs qu'ils s'y sont créés, avec leur fille Sarah, qui désormais n'est plus vraiment en contact avec son père. Il décide de postuler en tant que majordome dans le domaine de Beauvillier, où il fera d'étonnantes rencontres. À son arrivée, rien n'est gagné ! L'accueil n'y est pas vraiment chaleureux, et il manque de se faire tuer par Philippe, le régisseur, qui le confond avec des voyous lui ayant auparavant volé son matériel. C'est alors qu'il ne pensait pas rester plus de quelques semaines dans ce domaine, qu'Andrew va, au fil des jours, se familiariser avec ce nouvel environnement, et surtout les personnes qui y résident. Il va découvrir que chaque habitant porte, de la même manière que lui, des regrets, des rêves n'ayant pas été accomplis et des échecs, qu'ils n'ont pas réussi à surmonter.

## Personnages
- Andrew Blake : personnage principal, c'est un homme anglais dans la soixantaine, n'ayant plus de famille. Anciennement chef d'une entreprise de boîtes métalliques, il décide de se reconvertir en majordome dans une domaine en France, là où il a rencontré sa femme.

- Richard Ward : meilleur ami d'Andrew, c'est un personnage cynique, qui bien que d'une grande affection pour son ami, sait lui remettre les pieds sur Terre.
- Mme Beauvillier : Responsable du manoir, femme distinguée, soignée et fière, elle a très mal vécu la mort de son mari, lui donnant une attitude lasse et errante.

- Odile : une cuisinière aux premiers abords froide et dure, mais qui se révèle être d'une grande empathie, surtout envers son chat, Méphisto, qu'elle traite de la même manière que s'il était son enfant..

- Manon : femme de ménage, et accro' à la musique, elle est la plus jeune du domaine. Elle travaille au domaine de Beauvillier, attendant de devenir institutrice, rêve qu'elle souhaite accomplir.

- Philippe Magnier : le costaud régisseur, qui s'occupe des affaires extérieures de la maison. Habitant seul dans la forêt, ce personnage pouvant paraître brusque se révèle d'une grande sensibilité, surtout auprès d'Odile, à laquelle il n'ose pas révéler ses sentiments.
- Méphisto : le chat d'Odile, qui n'a d'yeux que pour lui. Il passe sa journée à dormir, et est semblable selon Andrew, qui ne l'aperçoit jamais bouger, à une momie.

## Adaptations

### Cinéma
En 2013, Christel Henon, productrice intéressée par son livre, contacte Gilles Legardinier pour discuter d'une potentielle adaptation au cinéma. Le film a pris près de dix ans à voir le jour.
Le 1er novembre 2023 que Complétement cramé !, sort dans les salles de cinéma. Une comédie d'1h50 avec les acteurs John Malkovich et Fanny Ardant.

### Bande dessinée
Le 6 décembre 2020, le roman est adapté en bande dessinée. Celle-ci est dessinée par Aynié Laetitia, et scénarisée par Véronique Grisseaux aux éditions Michel Lafon.

### Livre audio
Le 10 septembre 2014, lu par Philippe Résimont, parvient une adaptation en livre audio par Audible.